# Международна комисия по гражданското състояние
Международна комисия по гражданското състояние (на френски: Commission Internationale de l'État Civil, или CIEC; на английски: International Commission on Civil Status, или ICCS) е европейска междуправителствена организация. Тя е първата организация, която е създадена след Втората световна война със задача да работи за европейската интеграция.

## История
Създадена е в Амстердам, Нидерландия на 29 и 30 септември 1948 г. Тя е предшественик на Съвета на Европа и на Европейския съюз. Седалището на организацията се намира в Страсбург, Франция, като страните членки са 16, а наблюдателките – 7. Официалният език на Комисията е френски. Организацията е създадена в следвоенния период, когато са съществували милиони бежанци, безследно изчезнали и прогонени от родните им места. Целта на организацията е да спомогне за сътрудничеството между държавите при установяване, признаване и валидиране на фактите от регистрите по гражданското състояние или на други видове официални документи, които се използвани като удостоверения за раждане, за брак, за развод или за смърт. Тази цел се постига чрез стандартизиране и уеднаквяване на преводите на термините по гражданското състояние и посредством многостранни конвенции. Международната комисия по гражданското състояние е подписала договори за сътрудничество със Съвета на Европа през 1955 г., Хагската конференция по международно частно право през 1969 г., с Високопоставения комисар по бежанците към ООН през 1981 г. и с Европейския съюз през 1983 г.
След нейното създаване Международната комисия по гражданското състояние е приела 32 многостранни конвенции и е издала 9 препоръки. Основната ѝ публикация е Международния справочник за гражданското състояние (Guide pratique international de l'état civil).
България не се е присъединила към Комисията.

## Членове
| Държава              | Влизане           | Напускане        | Коментар  |
| -------------------- | ----------------- | ---------------- | --------- |
| Австрия              | 14 октомври 1961  | 8 април 2008     |           |
| Белгия               | 1 октомври 1950   |                  | основател |
| Германия             | 27 октомври 1956  | 30 юни 2015      |           |
| Гърция               | 3 октомври 1959   |                  |           |
| Испания              | 13 октомври 1974  |                  |           |
| Италия               | 4 октомври 1958   | 2 октомври 2014  |           |
| Люксембург           | 1 октомври 1950   |                  | основател |
| Мексико              | 15 октомври 2010  | 16 декември 2017 |           |
| Нидерландия          | 1 октомври 1950   | 15 май 2018      | основател |
| Обединеното кралство | 11 октомври 1996  | 22 февруари 2014 |           |
| Полша                | 15 октомври 1999  | 14 декември 2017 |           |
| Португалия           | 13 September 1973 | 10 януари 2015   |           |
| Турция               | 23 декември 1953  |                  |           |
| Унгария              | 15 октомври 1999  | 6 декември 2012  |           |
| Франция              | 1 октомври 1950   | 17 ноември 2019  | основател |
| Хърватска            | 24 април 1999     | 21 януари 2015   |           |
| Швейцария            | 1 октомври 1950   |                  | основател |

### Наблюдатели
- Светият престол (от 1992)
- Русия (от 1993)
- Швеция (от 1993)
- Литва (от 1994)
- Словения (от 1996)
- Кипър (от 1999)
- Молдова (от 2006)
- Румъния
- Перу